# زين الدين بن المنجا
زَيْنُ الدِّينِ أَبُو الْبَرَكَاتِ الْمُنَجَّى بْنُ عُثْمَانَ بْنِ أَسْعَدَ بْنِ الْمُنَجَّى بْنِ بَرَكَاتِ بْنِ الْمُؤَمَّلِ التَّنُوخِيُّ الْمَعَرِّيُّ الدِّمَشْقِيُّ الْحَنْبَلِيُّ (10 ذو القعدة 631 – 4 شعبان 695هـ / 1234 – 1296م)،، كان عالماً في الحديث والفقه والأصول والعربية والتفسير، من كتبه الممتع في شرح المقنع وتعاليق في التفسير، توفي عام 695 هـ 1296.